# 코니 셀레카

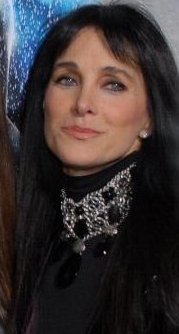

코니 셀레카(Connie Sellecca, 1955년 5월 25일 ~ )는 미국의 모델, 배우, 팟캐스터, 유튜버이다.
브롱크스에서 태어났다.

## 영화
- All About Christmas Eve (2012) - 엘리자베스 역
- 더 와일드 스탤리온 (2009년)
- 아이 소 마미 키싱 산타클로스 (2002년)
- 데인저러스 리버 (1999년)
- 둠즈데이 락 (1997년)
- 씽씽블루 (1997년)
- 어 데인저러스 어페어 (1995년) - 샤론 역
- 홀리데이 투 리멤버 (1995년)
- 써로게이트 (1995년)
- 레베카의 이중삶 (1994년)
- 아이 오브 더 스톰 (1992년)
- 불륜의 카프리스 (1992년)
- 팜스프링스 수사대 (1991년)
- 장미의 형제 (1989년)
- 운명의 시계 바늘 (1989년)
- 기적의 활주로 (1989년)
- 애증의 종말 (1987년)
- 호텔 - 시리즈 (1983년)
- 호텔 (1982년)
- 날으는 슈퍼맨 (1981년)
- 쉬즈 드레스트 투 킬 (1979년)
- 버뮤다 깊숙이 (1978년)